# 3495 Colchagua
3495 Colchagua eller 1981 NU är en asteroid i huvudbältet som upptäcktes den 2 juli 1981 av den chilenske astronomen Luis E. González vid Cerro El Roble Station. Den är uppkallad efter Provincia de Colchagua i Chile.
Asteroiden har en diameter på ungefär 26 kilometer och den tillhör asteroidgruppen Themis.